# خوجة موسى باشا
خوجة موسى باشا (بالتركية: Koca Musa Paşa)‏‏ ( توفي في 27 يناير 1647l في وابية)، من أصل بوسنوي، فهو متدين، حسن الخلق، سليم العقل، وله أعمال خيرية. سياسي عثماني شغل منصب والي مصر منذ 1630م حتى 1631م.
شغل منصب قبطان باشا البحرية العثمانية (أدميرال) خلال عهد السلطان إبراهيم الأول، وبرز خلال الحملة العثمانية على جزيرة كريت (1645-1647)، حيث قاد الأسطول العثماني في معركة بحرية ضد أسطول البندقية قرب جزيرة بيبِرجِك (بالتركية: Bibercik)‏(بالإنجليزية: Makronisos)‏ في 27 يناير 1647م، واستُشهد خلالها. تم نقل جثمانه إلى أسكدار باسطنبول ودفن هناك.

## مناصبه
تقلد خوجة موسى باشا عدة مناصب رفيعة في الدولة، منها:
- سلاحدار السلطان (حامل السلاح).
- وزير القبة (عضو في الديوان الهمايوني).
- نائب الصدر الأعظم.
- واليًا على عدة ولايات عثمانية.

## أنظر أيضا
- قائمة قباطين البحر العثمانيين.